# Дульфідоль
Дульфідо́ль (Ду-ль-Фідоль) — невеликий острів в Червоному морі в архіпелазі Дахлак, належить Еритреї, адміністративно відноситься до району Дахлак регіону Семіен-Кей-Бахрі.

## Географія
Розташований на схід від острова Нора. Має округлу форму діаметром 2,6 км. На крайньому південному заході знаходиться довга вузька піщана коса. З усіх боків острів облямований кораловими рифами.